# Давид Ковач
Давид Ковач (на унгарски: Kovács Dávid) е унгарски политик, историк и основател на Движение за по-добра Унгария (Йоббик).
Лидер на партията от 2003 г. до 2006 г. След оттеглянето си от политиката през 2008 г., той става доцент по история в университет Кароли Гаспар.

## Биография
Ковач е роден в Будапеща на 15 март 1976 г. Баща му е д-р Етел Ковач, заместник-декан в Университета по физическото възпитание, а майка му е Валерия Вех, бивша учителка в начално училище.
По време на неговото лидерство, Йоббик влиза в коалиция с Партията на унгарска истина и живот за парламентарните избори през 2006 г. След изборите, когато не успяват да спечелят места в парламента, той е наследен от Габор Вона, а Ковач става един от заместник-председателите на Движение за по-добра Унгария.
Той не подкрепя създаването на унгарска гвардия и напуска партията, заедно с още двама видни членове учредители на 10 март 2008 г.